# Хэй, Колин
Колин Хэй (англ. Colin James Hay; род. 29 июня 1953, Килуиннинг, Шотландия) — австралийский композитор, певец, музыкант и актёр шотландского происхождения. Стал известен в 80-х как лидер и вокалист австралийской группы «Men at Work», а позже — как сольный исполнитель.

## Ранние годы и группа «Men at Work»
Хэй родился в Килуиннинге, Северный Айршир, Шотландия, но в возрасте 14 лет переехал в Австралию со своей семьёй.
В 1978 году в Мельбурне он познакомился с Роном Страйкертом, и они начали исполнять акустическую музыку в дуэте. В 1979 году Хэй и Страйкерт основали группу «Men at Work» («Мужчины за работой», или «Работают люди» (как предупредительный знак во время ремонта)), в которую также вошли Джерри Спейсер (ударные), Джон Рис (бас-гитара) и Грэг Хэм (духовые). Группа выступала в местной гостинице, а позже выпустила три альбома, первый из которых носит название «Business as Usual» (1981).

## Сольная карьера
Вслед за распадом группы «Men at Work» в 1985 году Хэй, с некоторым успехом, выпускает несколько сольных альбомов, включая «Looking for Jack» и «Wayfaring Sons». В 2002 году Хэй появляется в роли уличного певца в эпизоде «Overkill», сериала «Клиника», а в 2004 он вносит вклад в саундтрек «Garden State» своей сольной песней «I Just Don’t Think I’ll Ever Get Over You».
Вдобавок к записи альбомов Хэй основывает свою собственную звукозаписывающую компанию «Lazy Eye Records», получившую название от косоглазия (англ. «lazy eye»), которым страдает Хэй. Также Колин появляется в нескольких известных фильмах и телевизионных шоу, таких как «The Larry Sanders Show», «JAG» и «The Mick Molloy Show». Хэй также появляется в телевизионном шоу «Scrubs» (Клиника), в котором, наряду с эпизодами в сериалах «What About Brian», «The Black Donnellys», «Cane» и «Casualty», представлял свои песни.
В декабре 2005 Хэй и Хитер Миллз переиздают в цифровом формате сингл «My Brilliant Feat» в память о футболисте Джордже Бэсте, умершем 25 ноября этого года. Доходы от продажи сингла были направлены в ассоциацию «Donor Family Network», поддерживающую семьи доноров органов и предоставляющую органы и ткани для пересадки. Сингл доступен в цифровом магазине iTunes с дополнительным видео в память о Бэсте.
В 2006 его голос был использован для озвучивания одного из персонажей анимационного фильма «The Wild». Хэй также был членом восьмого и десятого концертов Ринго Старра «All-Starr Bands». Он продолжает регулярно выступать, в том числе на некоторых фолк-концертах.
13 февраля 2009 года бывший участник группы «Men at Work» Рон Страйкерт был арестован за угрозы убийства в отношении Хэя.
Хэй исполнил камео в первой серии 2 сезона и последней серии 8 сезона сериала «Клиника» «My Finale». В первой серии 2 сезона он исполняет песню «Overkill», в последней серии 8 сезона он без реплик стоял в коридоре, по которому идёт Джей Ди, вспоминающий всех, с кем он встречался за долгие годы работы в клинике. Хэй исполнил некоторые свои песни в ряде эпизодов сериала, в том числе и «My Hard Labor».
Хэй выпустил свой десятый альбом «American Sunshine» 18 августа 2009 года на студии «Compass Records».

## Семья
Хэй женат на певице Сесилии Ноэль (Cecilia Noël), которая часто выступает на шоу Хэя в качестве бэк-вокалистки.

## Сольная дискография
Альбом (год выпуска / переиздание):
- Looking for Jack (1987)
- Wayfaring Sons (1990)
- Peaks & Valleys (1992 / 2009)
- Topanga (1994 / 2009)
- Transcendental Highway (1998 / 2009)
- Going Somewhere] (2000 / 2005)
- Company of Strangers (Colin Hay album) (2002 / 2010)
- Man @ Work (2003)
- Are You Lookin' at Me? (2007)
- American Sunshine (2009)
- Gathering Mercury (2011)
- Next Year People (2015)
- Fierce Mercy (2017)

## Фильмография
- The Uninvited (2008)
- Largo (2008)
- Большое путешествие (2006)
- Ringo Starr and the All Starr Band 2003 (ТВ) (2004)
- Деревенские медведи (2002)
- Клиника (сериал) (2001—2009)
- VH-1 Where Are They Now? (сериал) (1999—2004)
- Полный улет (1999)
- Небеса в огне (1997)
- Так поступают все (1996)
- Военные следователи (сериал) (1995—2005)
- Blue Heelers (сериал) (1994—2006)
- Шоу Ларри Сандерса (сериал) (1992—1998)
- Raw Silk (ТВ) (1988)
- Джорджия (1988)
- Призрачный мир (1985)
- Субботним вечером в прямом эфире (сериал) (1975—2009)